# Noord-Karelië
Noord-Karelië (Fins: Pohjois-Karjala, Zweeds: Norra Karelen) is een Finse regio met 163.281 inwoners op een gebied van 18.792,95 km² (2021).

## Gemeenten
Noord-Karelië telt in 2022 de volgende gemeenten:
- Ilomantsi
- Joensuu
- Juuka
- Kitee
- Kontiolahti
- Lieksa
- Liperi
- Nurmes
- Outokumpu
- Polvijärvi
- Rääkkylä
- Tohmajärvi